# 格伦·罗宾逊
小格倫·阿倫·羅賓遜（英語：Glenn Alan Robinson Jr.，1973年1月10日—），綽號"大狗"（"Big Dog"），美国职业篮球运动员，身高2米01，体重102公斤，场上司职小前锋。
罗宾逊出生于印地安纳州加里，在高中时代便已出名，后进入普渡大学学习，在大三时获得了奈史密斯学院年度最佳球员称号。1994年，罗宾逊参加NBA选秀，以状元身份被密尔沃基雄鹿队选中。在与球队僵持了一段时间后，他在赛季开始前迫使球队与其签订了一份前无古人、后无来者的新秀合约──长度10年、总薪水6800万美元。次年NBA出台了新秀工资上限规定，以避免再出现这种情况。
在其新秀赛季，罗宾逊便已拿到场均21.9分，他还入选了参加1996年夏季奥林匹克运动会的梦之队，但是因伤未能成行。2001年，罗宾逊与萨姆·卡塞尔和雷·阿伦合作，带领雄鹿队打入NBA东区决赛。
2002年8月2日，罗宾逊被送往亚特兰大鹰队，以交换托尼·库科奇、利昂·史密斯和2003年首轮选秀权。次年，他又在一场四队大交易中被送往费城76人队。2005年2月24日，他又被送往新奥尔良黄蜂队，以交换贾马尔·马什本和罗德尼·罗杰斯，随之立刻被球队裁掉。当年4月5日，他以自由球员身份与圣安东尼奥马刺队签约，并随队获得了当年的NBA总冠军。他的儿子是美国职业篮球运动员格伦·罗宾逊三世。